# Велика Семеновська
Велика Семе́новська (рос. Большая Семёновская) — присілок у складі Тотемського району Вологодської області, Росія. Входить до складу П'ятовського сільського поселення.
Стара назва — Семеновська.

## Населення
Населення — 24 особи (2010; 19 у 2002).
Національний склад (станом на 2002 рік):
- росіяни — 100 %